# مقاطعة ستوري (نيفادا)
مقاطعة ستوري (بالإنجليزية: Storey County)‏ هي إحدى مقاطعات ولاية نيفادا في الولايات المتحدة الأمريكية.